# جاده ای۱۹
جاده ای۱۹ (به انگلیسی: A19 road) یکی از جاده‌های کشور انگلستان است.
این جاده از سیتون بورن در شهرستان تاین و ور شروع و در شهر دونکستر در شهرستان یورک‌شایر جنوبی به پایان می‌رسد، طول این جاده ۱۹۹٫۶ کیلومتر است.